# Bertrada z Prümu
Bertrada z Prümu (660? - 721?) byla franská aristokratka, dcera senešala Hugoberta z rodu Hugobertinů a Irminy z Oeren. Diskutuje se ale také o tom, že byla dcerou Theudericha III. a jeho druhé manželky Amalbergy nebo třetí manželky Klotildy Dody. Její manžel není znám, její syn byl Heribert z Laonu, s nímž založila roku 721 opatství Prüm.
Prostřednictvím Heribertovy dcery Bertrady z Laonu, pozdější manželky Pipina III. Krátkého, franského majordoma a pozdějšího franského krále, je Bertrada z Prümu jednou z prababiček Karla Velikého.